# Trachyandra erythrorrhiza
Trachyandra erythrorrhiza är en grästrädsväxtart som först beskrevs av Paul Conrath, och fick sitt nu gällande namn av Anna Amelia Obermeyer. Trachyandra erythrorrhiza ingår i släktet Trachyandra och familjen grästrädsväxter. IUCN kategoriserar arten globalt som sårbar.
Artens utbredningsområde är Gauteng. Inga underarter finns listade i Catalogue of Life.